# Pere Almeda Samaranch
Pere Almeda Samaranch (Barcelona, 1976) és jurista i politòleg català, director de l'Institut Ramon Llull des de 2021.

## Biografia
Va ser Director del Centre d'Estudis de Temes Contemporanis, think tank del Departament d'Acció Exterior de la Generalitat de Catalunya, entre el 12 de juliol del 2018 i el 8 de juliol del 2021, període dels consellers Maragall, Bosch i Solé d'ERC, on li va correspondre la direcció de la Revista IDEES editada pel Centre. És llicenciat en Dret per la Universitat Autònoma de Barcelona i compta amb un Postgrau en Cultura i Pau per la UAB i un Diploma d'Estudis Avançats del Doctorat en Ciència Política per la Universitat de Barcelona. És professor associat de Ciència Política a la Universitat de Barcelona i ha treballat en diverses institucions com les Nacions Unides, el Parlament Europeu, el Parlament de Catalunya o el Govern de la Generalitat.
També ha dirigit diversos projectes culturals com la Fundació Palau, amb realitzacions com ara el Festival "Poesia i +" o l'exposició “Jo em rebel·lo, nosaltres existim” que guanyà el premi de l'Associació Catalana de Crítics d'Art (ACCA) a la millor exposició d'art contemporani del 2013. A més, ha estat el coordinador internacional del Recinte de Sant Pau i del think tank Fundació Catalunya Europa, liderant la iniciativa Combatre les desigualtats: el gran repte global, un projecte en el qual participaren pensadors i acadèmics internacionals com Joseph Stiglitz, Gabriel Zucman, Kate Pickett o Colin Crouch.
Conjuntament amb Ernest Maragall, va fundar Nova Esquerra Catalana (NECat) i en fou el coordinador d’Acció Política, des d’on impulsà el 2014 la coalició amb Esquerra Republicana de Catalunya (ERC) en les eleccions al Parlament Europeu quedant en primera posició a Catalunya i aconseguint dos diputats al Parlament Europeu. Partint de l’activisme federalista, es va posicionar a favor de l’autodeterminació i la independència davant el bloqueig i l’immobilisme de l’Estat espanyol. Des de NECat va liderar la fusió amb altres plataformes del socialisme catalanista a favor d’un referèndum d’autodeterminació, que donaren lloc a MES – Moviment d’Esquerres, del qual en fou el primer coordinador polític. També va impulsar la participació de MES en la candidatura de Junts pel Sí.
Des de novembre de 2021 és el director de l'Institut Ramon Llull.